# Dolichocis laricinus
Dolichocis laricinus – gatunek chrząszcza z rodziny czerwikowatych. Zamieszkuje palearktyczną Eurazję.

## Taksonomia
Gatunek ten opisał po raz pierwszy w 1849 roku J. Mellié pod nazwą Cis laricinus.

## Morfologia
Chrząszcz o wydłużonym, walcowatym ciele długości od 1,5 do 1,8 mm, ubarwionym jednolicie rudobrązowo, z wierzchu gęsto oprószonym bardzo krótkimi, nieco sterczącymi łuskami i wskutek tego z matowym, jedwabistym połyskiem. Głowa u samców odznacza się dwoma ząbkami na nadustku. Czułki zbudowane z dziewięciu członów, z których trzy ostatnie formują buławkę. Przedplecze ma boki zaokrąglone, o delikatnym obrzeżeniu w widoku od góry dostrzegalnym jednocześnie z obu stron tylko przed tylnymi kątami. Pozbawione jest ono długich rzęsek na krawędziach przedniej i bocznych. Pokrywy są co najmniej półtorakrotnie dłuższe niż razem szerokie. Powierzchnia przedplecza jest punktowana bardzo delikatnie i bardzo gęsto, a pokryw nadzwyczaj delikatnie, gęsto i wyraźnie. Golenie odnóży przedniej pary cechują się kątem zewnętrzno-wierzchołkowym ostrym lub przedłużonym w ząbek.

## Ekologia i występowanie
Owad saproksyliczny. Bytuje w owocnikach hub rosnących na sosnach, świerkach, modrzewiach, a rzadko brzozach, w tym w owocnikach pniarka lekarskiego, pniarka obrzeżonego i czyrogmatwicy sosnowej.
Gatunek palearktyczny, znany z Norwegii, Finlandii, Polski, Rumunii oraz europejskiej, syberyjskiej i dalekowschodniej części Rosji (na północ po Karelię, a na wschód po Amur). Wszędzie, a zwłaszcza w Europie Środkowej jest bardzo rzadko znajdowany. W Polsce jego współczesne rekordy dotyczą Puszczy Białowieskiej i Gór Świętokrzyskich, natomiast historycznie podawany był także z Niziny Mazowieckiej, Dolnego Śląska, Beskidu Śląskiego i Roztocza. Na „Czerwonej liście zwierząt ginących i zagrożonych w Polsce” umieszczony został jako gatunek narażony na wymarcie (VU). Ten sam status otrzymał na „Czerwonej liście chrząszczy województwa śląskiego”.